# Iglesia de San Mamiliano (Sovana)

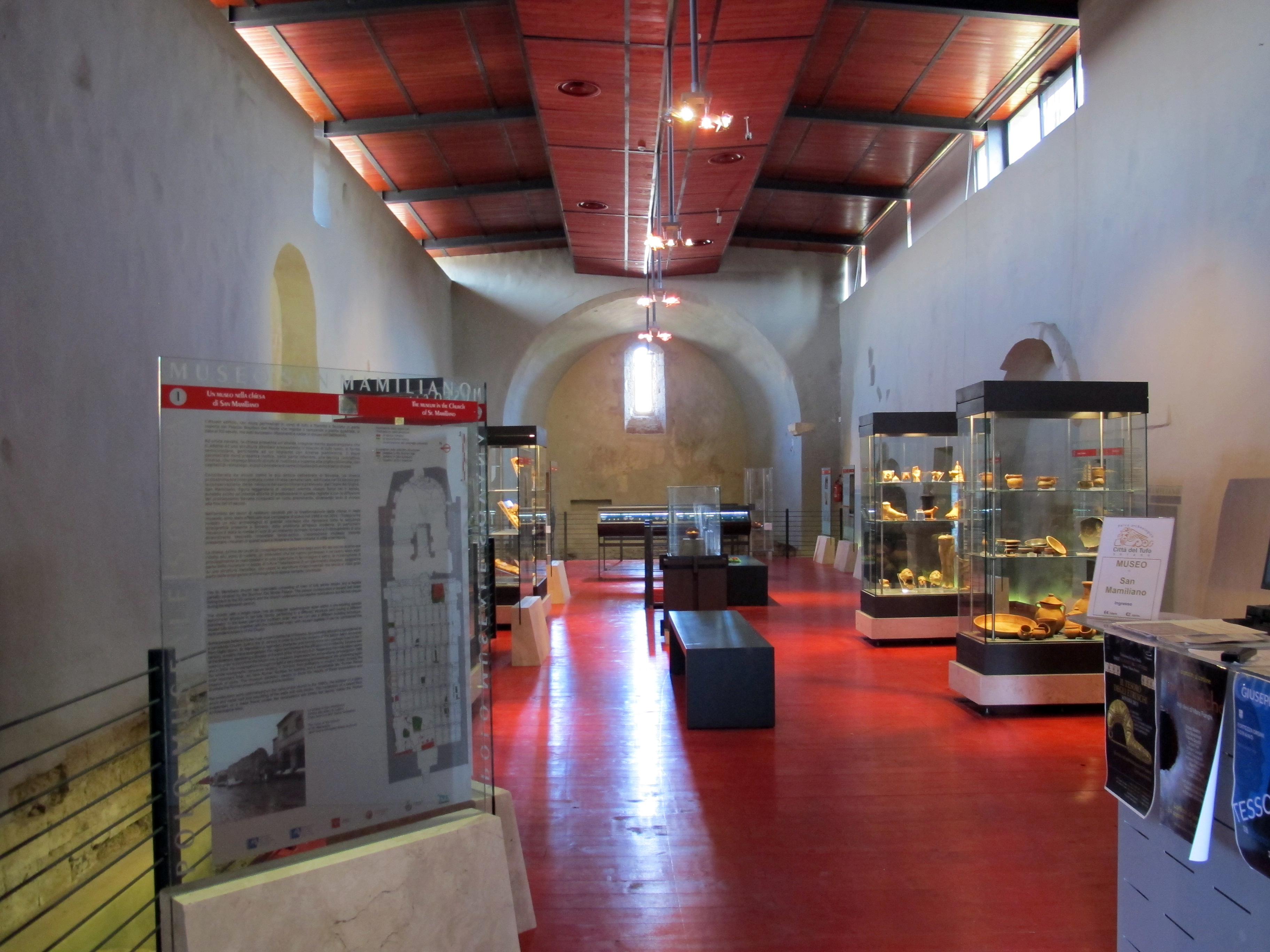
Interno

La iglesia de San Mamiliano es un lugar de culto católico ubicado en el centro histórico de Sovana, en la provincia de Grosseto.

## Historia
La iglesia parece ser la más antigua del centro histórico de la ciudad y, según algunos estudiosos, durante el siglo VI fue la primera sede episcopal de la diócesis: en ese momento, el edificio religioso recibió el nombre de otro santo.
Construido durante el período cristiano temprano, en algunos lugares se construto sobre estructuras aún más antiguas, casi con seguridad edificios de la época etrusca-romana en desuso. En el siglo XII, se llevaron a cabo otras obras de expansión.
El traslado posterior de la sede del obispado a la concatedral de San Pedro y San Pablo, y el lento e inexorable declive que sufrió la ciudad desde el período de dominación sienesa en adelante, condujeron a un abandono gradual del edificio religioso que, lo largo de los siglos, ha sufrido un deterioro progresivo que ha comprometido parte de la estructura.
Las restauraciones recientes han permitido devolver a la iglesia su antigua gloria, así sacar a la luz numerosas tumbas e incluso un tesoro de alrededor de 500 monedas de oro que se enterraron en su interior, todo ello gracias a la contribución del arqueólogo David Tuci. Hay 498 monedas de oro  acuñadas en tiempos de  León I y Antemio, entre 457 y 474, que son bastante relevante debido al número de piezas y el número de emperadores representados. El tesoro, para el que se creó expresamente un museo (inaugurado el 30 de julio de 2012), es quizás el famoso "Tesoro de Montecristo", sobre el que Alejandro Dumas escribió basándose en leyendas populares. Al menos tres documentos antiguos hablan de un tesoro en la iglesia de San Mamiliano en Montecristo: en la segunda mitad del siglo XVI, el príncipe de Piombino y el Gran Duque de Toscana aconsejaron no buscar piratas, mientras que una expedición de Córcega encontró "huesos quemados y pequeños jarrones negros". Por lo tanto, no parece posible que el tesoro estuviera en la iglesia de San Mamiliano, sino en Sovana, donde se encuentran las reliquias del santo y obispo de Palermo, que murió en 460.

## Descripción
La iglesia de San Mamiliano se enfrenta por su lado izquierdo a la Plaza del Pretorio, mientras que la fachada con el pórtico de entrada es adyacente al lado izquierdo del Palacio Borbon del Monte.
La iglesia tiene una gran nave única, con una inusual zona de doble ábside, que es la parte más antigua de la época primitiva cristiana. Se cree que en el pasado, existía una cripta, típica de los edificios religiosos de esa época, y que podría estar ubicada en zona bajo los dos ábsides.
La estructura arquitectónica también presenta numerosos elementos estilísticos románicos, introducidos durante las obras de expansión y renovación que tuvieron lugar en varias fases hasta el siglo XIII.